# Avdélla (Évros)
Avdélla (grec moderne : Αβδέλλα) est une localité située dans le dème de Didymotique, dans le district régional d'Évros, dans la periphérie de Macédoine-Orientale-et-Thrace, en Grèce.
La localité appartient au district municipal et à la communauté municipale de Metaxádes. Selon le recensement de 2021, elle compte 17 habitants.